# Football Club Turris 1944 1999-2000
Questa pagina raccoglie le informazioni riguardanti la Football Club Turris 1944 nelle competizioni ufficiali della stagione 1999-2000.

## Rosa
| N. |                   | Ruolo | Calciatore         |
| -- | ----------------- | ----- | ------------------ |
|    | Italia (bandiera) | D     | Roberto Amodio     |
|    | Italia (bandiera) | C     | Antonio Armento    |
|    | Italia (bandiera) | D     | Giovanni Bagnara   |
|    | Italia (bandiera) | D     | Luigi Caravano     |
|    | Italia (bandiera) | C     | Luigi D'Apice      |
|    | Italia (bandiera) | C     | Bruno Di Napoli    |
|    | Italia (bandiera) | P     | Gennaro Esposito   |
|    | Italia (bandiera) | C     | Giovanni Esposito  |
|    | Italia (bandiera) | D     | Salvatore Esposito |
|    | Italia (bandiera) | A     | Felice Evacuo      |
|    | Italia (bandiera) | A     | Giacomo Galli      |
|    | Italia (bandiera) | C     | Carlo Giacchino    |
|    | Italia (bandiera) | A     | Luis Landini       |
|    | Italia (bandiera) | A     | Paolo Langella     |
|    | Italia (bandiera) | A     | Stefano Lattanzi   |

| N. |                   | Ruolo | Calciatore          |
| -- | ----------------- | ----- | ------------------- |
|    | Italia (bandiera) | C     | Giovanni Maglione   |
|    | Italia (bandiera) | C     | Manolo Manoni       |
|    | Italia (bandiera) | D     | Vincenzo Manzo      |
|    | Italia (bandiera) | A     | Antonino Marcatti   |
|    | Italia (bandiera) | P     | Francesco Marinacci |
|    | Italia (bandiera) | C     | Antonio Mellone     |
|    | Italia (bandiera) | C     | Gianluca Perrotta   |
|    | Italia (bandiera) | D     | Antonio Ruggiero    |
|    | Italia (bandiera) | C     | Raffaele Scala      |
|    | Italia (bandiera) | C     | Danilo Stefani      |
|    | Italia (bandiera) | P     | Diego Tavani        |
|    | Italia (bandiera) | A     | Carmine Vinciguerra |
|    | Italia (bandiera) | A     | Francesco Viscido   |
|    | Italia (bandiera) | C     | Pietro Zaini        |
|    | Italia (bandiera) | D     | Francesco Zappella  |

## Play-Out

### andata
| Arbitro: | Cruciani (Pesaro) |

|                           |           |                 |
| 22' Giacchino , 51' Galli | Marcatori | 71' Passalacqua |

### ritorno
| Arbitro: | Ponzalli (Firenze) |

|                        |           |                         |
| 23'r e 25' Vantaggiato | Marcatori | 41' Galli , 64' Landini |

Formazione Tipo: Marinacci (G. Esposito), D’Apice (Bagnara), Armento, Manoni (Stefani),
Caravano, Amodio, Di Napoli, Scala (Perrotta), Galli (Langella), Manzo e Vinciguerra. All. Alfredo Ballarò.